# Riedern
Riedern är en ort i kommunen Glarus i kantonen Glarus i Schweiz. Den ligger vid floden Löntsch, cirka 1,5 kilometer nordväst om Glarus. Orten har 681 invånare (2022).
Orten var före den 1 januari 2011 en egen kommun, men inkorporerades då tillsammans med Ennenda och Netstal i kommunen Glarus.